# Idaea holosericata
Idaea holosericata là một loài bướm đêm trong họ Geometridae.